# 秋山と映画
秋山と映画（あきやまとえいが）は、テレビ朝日のバラエティ番組。「ガリベンチャーV」内で毎月1回木曜日（水曜日深夜）に放送されている。
2022年3月18日放送分までのタイトルは「MOVIE IS MY LIFE（ムービー・イズ・マイ・ライフ）」で、「お願い!ランキング presents そだてれび」内で毎月1回金曜日（木曜日深夜）に放送されていた。また、2024年3月14日放送分までは「お願い!ランキング」内で木曜日（水曜日深夜）に放送されており、2024年9月14日放送分までは毎月1回火曜日（月曜日深夜）に放送されていた。

## 概要
無類の映画好きとして知られるロバート・秋山竜次が注目映画を独自の視点で語る全く新しい形の映画番組。映画の内容を元に、秋山が架空のキャラクターの扮装や、街ブラロケなどを繰り広げる。
キャッチフレーズは、「映画はいつだって、人生の大切なことを教えてくれる」。
TVerでの配信は第2回である2021年11月19日放送分から開始された。

## スタッフ
- ナレーター：矢島悠子（テレビ朝日アナウンサー）
- 構成：竹村武司
- 音効：加藤つよし
- 協力：ヌーベルアージュ
- 制作協力：クリーク・アンド・リバー社
- 制作スタッフ：宮本晃帆、戸川莉沙、畔柳颯、小川朝陽
- ディレクター：柏田雄二、南部剣志、櫻井優
- 演出：舟橋政宏（テレビ朝日）
- プロデューサー：藤本周二（テレビ朝日）、正木友美子、忍穂井綾（クリーク・アンド・リバー社）
- ゼネラルプロデューサー：奥田創史（テレビ朝日）

## エピソード
| 通算 話数 | 紹介した映画                                                                | ゲスト                                         | 放送日         |
| --------- | --------------------------------------------------------------------------- | ---------------------------------------------- | -------------- |
| 1         | "G.I.ジョー：漆黒のスネークアイズ"                                          | 松本穂香 木村昴                                | 2021年10月15日 |
| 2         | "アイス・ロード"                                                            | 玉城ティナ                                     | 2021年11月19日 |
| 3         | "スパイダーマン：ノー・ウェイ・ホーム"                                      | —                                              | 2021年12月17日 |
| 4         | "アダムス・ファミリー2 アメリカ横断旅行！"                                  | 杏                                             | 2022年1月21日  |
| 5         | "ゴーストバスターズ／アフターライフ"                                        | —                                              | 2022年2月11日  |
| 6         | "映画ドラえもん のび太の宇宙小戦争 2021"                                    | —                                              | 2022年3月18日  |
| 7         | "ファンタスティック・ビーストとダンブルドアの秘密"                          | 小関裕太                                       | 2022年4月14日  |
| 8         | "トップガン マーヴェリック"                                                 | —                                              | 2022年5月5日   |
| 9         | "妖怪シェアハウス―白馬の王子様じゃないん怪―"                                | 小芝風花                                       | 2022年6月16日  |
| 10        | "ゴーストブック おばけずかん"                                               | 城桧吏 神木隆之介 山崎貴                       | 2022年7月21日  |
| 11        | "ソニック・ザ・ムービー／ソニック VS ナックルズ"                            | —                                              | 2022年8月18日  |
| 12        | "七人の秘書 THE MOVIE"                                                      | 木村文乃 広瀬アリス 菜々緒                     | 2022年9月29日  |
| 13        | "貞子DX"                                                                    | 小芝風花                                       | 2022年10月27日 |
| 14        | "ブラックパンサー／ワカンダ・フォーエバー"                                  | 菅良太郎（パンサー）                           | 2022年11月10日 |
| 15        | "嘘八百 なにわ夢の陣"                                                       | 友近                                           | 2022年12月15日 |
| 16        | "レジェンド＆バタフライ"                                                    | 宮沢氷魚                                       | 2023年1月19日  |
| 17        | "シャイロックの子供たち"                                                    | 阿部サダヲ 玉森裕太（Kis-My-Ft2）              | 2023年2月16日  |
| 18        | "シン・仮面ライダー"                                                        | —                                              | 2023年3月23日  |
| 19        | "ガーディアンズ・オブ・ギャラクシー：VOLUME 3"                              | —                                              | 2023年4月20日  |
| 20        | "銀河鉄道の父"                                                              | 坂井真紀                                       | 2023年5月11日  |
| 21        | "大名倒産"                                                                  | 小峠英二（バイきんぐ） 神木隆之介 松山ケンイチ | 2023年6月22日  |
| 22        | "しん次元！クレヨンしんちゃんTHE MOVIE 超能力大決戦 ～とべとべ手巻き寿司～" | サンボマスター                                 | 2023年7月20日  |
| 23        | "トランスフォーマー／ビースト覚醒"                                          | —                                              | 2023年8月17日  |
| 24        | "ミュータント・タートルズ：ミュータント・パニック!"                         | 澤部佑（ハライチ）                             | 2023年9月21日  |
| 25        | "ザ・クリエイター／創造者"                                                  | 安野貴博                                       | 2023年10月12日 |
| 26        | "スラムドッグス"                                                            | —                                              | 2023年11月16日 |
| 27        | "窓ぎわのトットちゃん"                                                      | 大野りりあな                                   | 2023年12月7日  |
| 28        | "アクアマン／失われた王国"                                                  | —                                              | 2024年1月11日  |
| 29        | "レディ加賀"                                                                | 小芝風花                                       | 2024年2月15日  |
| 30        | "ゴーストバスターズ／フローズン・サマー"                                    | —                                              | 2024年3月14日  |
| 31        | "劇場版ブルーロック -EPISODE 凪-"                                           | —                                              | 2024年4月9日   |
| 32        | "マッドマックス：フュリオサ"                                                | NANA、LINA (MAX)                               | 2024年5月14日  |
| 33        | "風の奏の君へ"                                                              | 山村隆太、阪井一生 (flumpool)                  | 2024年6月11日  |
| 34        | "化け猫あんずちゃん"                                                        | 山下敦弘、五藤希愛                             | 2024年7月9日   |
| 35        | "映画クレヨンしんちゃん オラたちの恐竜日記"                                 | —                                              | 2024年8月6日   |
| 36        | "ぼくのお日さま"                                                            | 池松壮亮、越山敬達、中西希亜良                 | 2024年9月10日  |
| 37        | "八犬伝"                                                                    | —                                              | 2024年10月10日 |
| 38        | "本心"                                                                      | 池松壮亮                                       | 2024年11月14日 |
| 39        | "劇場版ドクターX"                                                           | 西畑大吾（なにわ男子）                         | 2024年12月5日  |
| 40        | "室町無頼"                                                                  | 長尾謙杜（なにわ男子）                         | 2025年1月16日  |
| 41        | "野生の島のロズ"                                                            | 鈴木福                                         | 2025年2月13日  |
| 42        | "教皇選挙"                                                                  | 成田悠輔                                       | 2025年3月13日  |
| 43        | "異端者の家"                                                                | —                                              | 2025年4月10日  |
| 44        | "ミッション：インポッシブル／ファイナル・レコニング"                        | 小杉竜一（ブラックマヨネーズ）                 | 2025年5月15日  |
| 45        | "ババンババンバンバンパイア"                                                | 眞栄田郷敦                                     | 2025年7月3日   |
| 46        | "スーパーマン"                                                              | —                                              | 2025年7月10日  |